# زیردریایی یو-۴۲۹
زیردریایی یو-۴۲۹ (به انگلیسی: German submarine U-429) یک زیردریایی بود که طول آن ۶۷٫۱ متر (۲۲۰ فوت ۲ اینچ) بود. این زیردریایی در سال ۱۹۴۳ ساخته شد.